# Federico I (conte palatino di Svevia)
Federico (997/999 – 1070/1075) fu conte palatino di Svevia dal 1053 al 1069 e conte in Riesgau dal 1030.

## Biografia
Era il figlio del conte Sigeardo V di Himgau e nel 1030 ereditò i suoi diritti comitali a Riesgau. È stato menzionato in due documenti 1030 e 1053. Ulteriori dettagli sulla sua persona non sono noti. Egli compare assieme al fratello Sigeardo: lui e Federico, probabilmente su base onomastica, sono stati associati alla dinastia dei Sigeardingi. Nel 1070, Federico era probabilmente un monaco in un monastero della Baviera meridionale. Fu sepolto nell'abbazia di Lorch ("in pago"; il monastero di Lorch, "in monte") da lui finanziato.

## L'ipotetica ascendenza
Se possa essere identificato con Federico, il progenitore degli Staufen, non può essere determinato chiaramente, poiché non ci sono prove storiche per questo. Tuttavia questa ipotesi è stata considerata più volte nella ricerca.
Il nome della moglie e dei figli, così come la relazione tra gli Hohenstaufen e Federico, è tuttavia un'invenzione di Hansmartin Decker-Hauff, il quale sostenne questa relazione senza nessuna fonte a supportare ciò; questa invenzione venne scoperta solo dopo la morte di Decker-Hauff, avvenuta nel 1992. Conseguentemente, il primo Hohenstaufen è da considerarsi Federico di Büren.
I discendenti e la moglie non sono noti. Secondo Hansmartin Decker-Hauff, anche se la cosa sembra non vera, Federico sposò nel 1015/1020 Adelaide di Filsgau (* 995/1000-1020/25), figlia ed erede del conte Walter di Filsgau (998) ed essi potrebbero aver avuto i seguenti figli:
- Walter;
- Federico di Büren (1020-1053), conte palatino di Svevia e conte di Riesgau;
- Manegoldo;
- Una figlia.